# Amiota dilatifemorata
Amiota dilatifemorata är en tvåvingeart som beskrevs av Cao och Chen 2008. Amiota dilatifemorata ingår i släktet Amiota och familjen daggflugor.
Artens utbredningsområde är Sichuan (Kina). Inga underarter finns listade i Catalogue of Life.